# Montiglio Monferrato

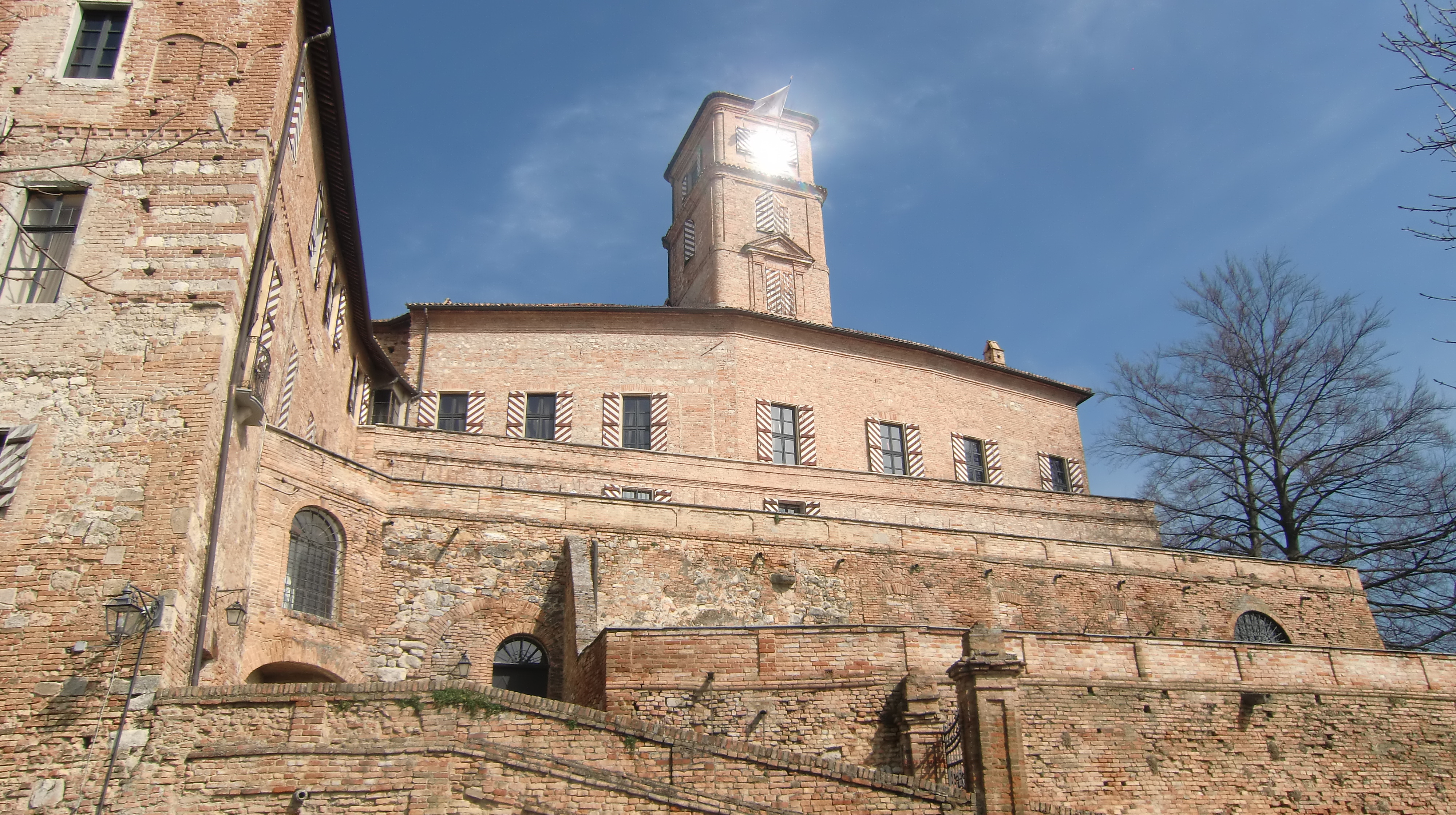
Kasteel van Montiglio Monferrato

Montiglio Monferrato is een gemeente in de Italiaanse provincie Asti (regio Piëmont) en telt 1693 inwoners (31-12-2004). De oppervlakte bedraagt 27,0 km², de bevolkingsdichtheid is 63 inwoners per km². De gemeente is in 1998 ontstaan door het samenvoegen van de voormalige gemeenten Colcavagno, Montiglio en Scandeluzza.

## Demografie
Montiglio Monferrato telt ongeveer 775 huishoudens. Het aantal inwoners daalde in de periode 1991-2001 met 4,3% volgens cijfers uit de tienjaarlijkse volkstellingen van ISTAT.
| Jaar | Inwoneraantal |
| ---- | ------------- |
| 1991 | 1826          |
| 2001 | 1747          |

## Geografie
Montiglio Monferrato grenst aan de volgende gemeenten: Cocconato, Cunico, Murisengo (AL), Piovà Massaia, Robella, Montechiaro d'Asti, Tonco, Villa San Secondo, Villadeati (AL).